# Noebhotepti-chered
Noebhotepti-chered was een oud-Egyptische koningsdochter uit de 13e dynastie van Egypte. Zij is vooral bekend van haar onaangeroerd graf in Dasjoer, nabij de Piramide van Amenemhat III.

## Het graf

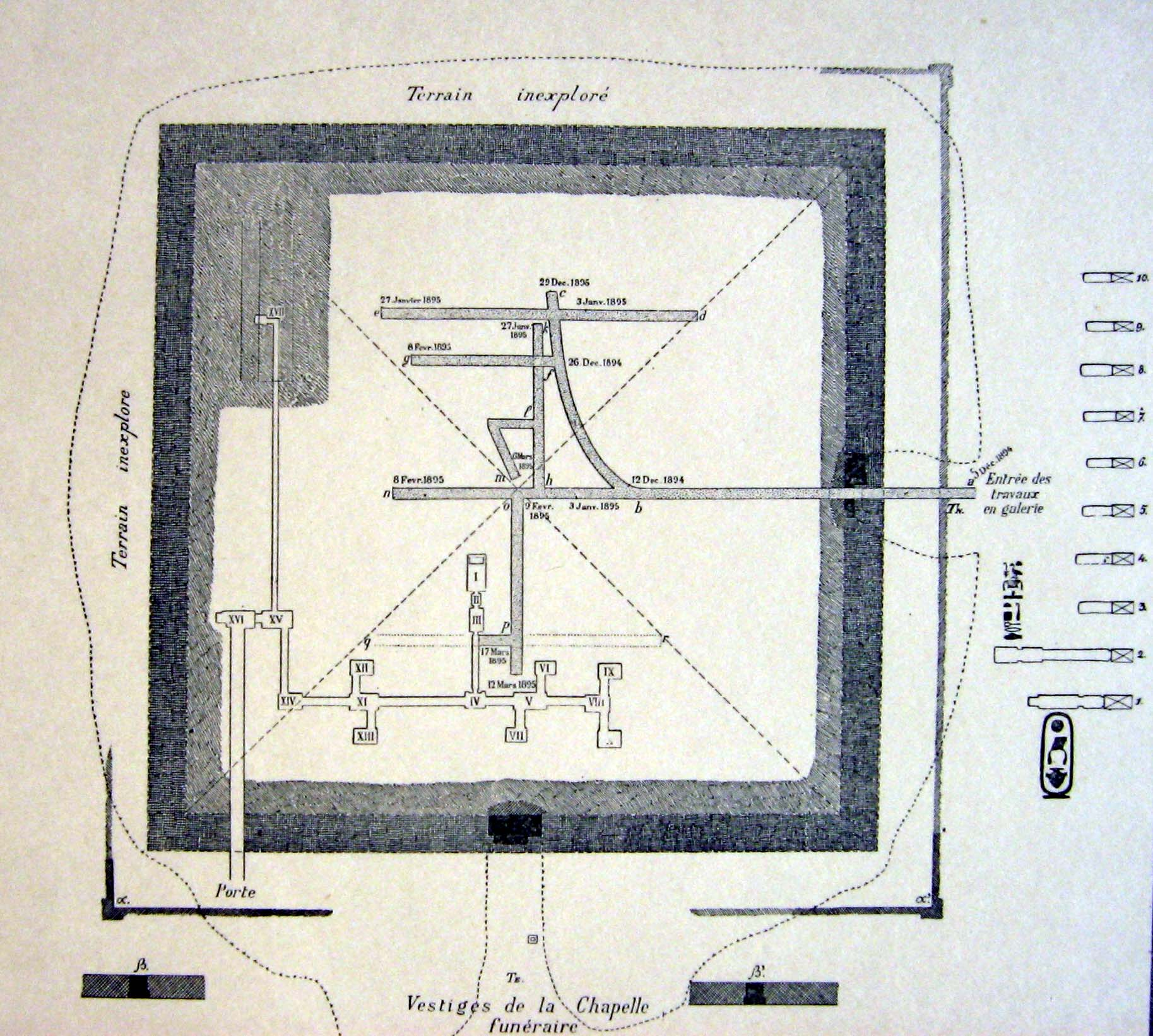
Piramidecomplex van Amenemhat III; de tombe van Noebhotepti-chered ligt rechts.

Haar graf werd ontdekt aan het eind van een lange gang. Het bestaat uit twee kamers, de één boven de ander. De onderste grafkamer bevat de sarcofaag en de Canopenkist van de prinses. In de kamer erboven stonden verschillende grafgiften.
Het lichaam van Noebhotepti-chered was in een houten sarcofaag geplaatst, die versierd was met ingelegd goudblad. In de sarcofaag vond men de resten van een mummievormige vergulde binnenkist. Het lichaam was getooid met een useckkraag (breed halssnoer van oud-Egyptische gezagsdragers) en met armbanden en enkelbanden. Nabij het lichaam werden verschillende koninklijke insignes gevonden, waaronder een vlegel en een Was-scepter. De houten canopenkist was eveneens versierd met goudblad en bevatte vier canopenurnen van albast.
In de bovenste kamer vond men aardewerkkruiken. Er was ook een doos met zalfpotjes en een andere lange doos met nog meer koninklijke insignes.
Buiten haar begraafplaats is weinig geweten over deze prinses. Zij was waarschijnlijk verwant aan koning Hor I, die naast haar was begraven. Omdat het chered gedeelte van haar naam 'kind' betekent, was haar moeder mogelijk Noebhotepti. Er staat inderdaad een grote koninklijke vrouwe onder de naam Noebhotepti uit die periode op scarabeeën.
Het graf werd ontdekt in 1894 door de Morgan.